# Bahkauvbrunnen

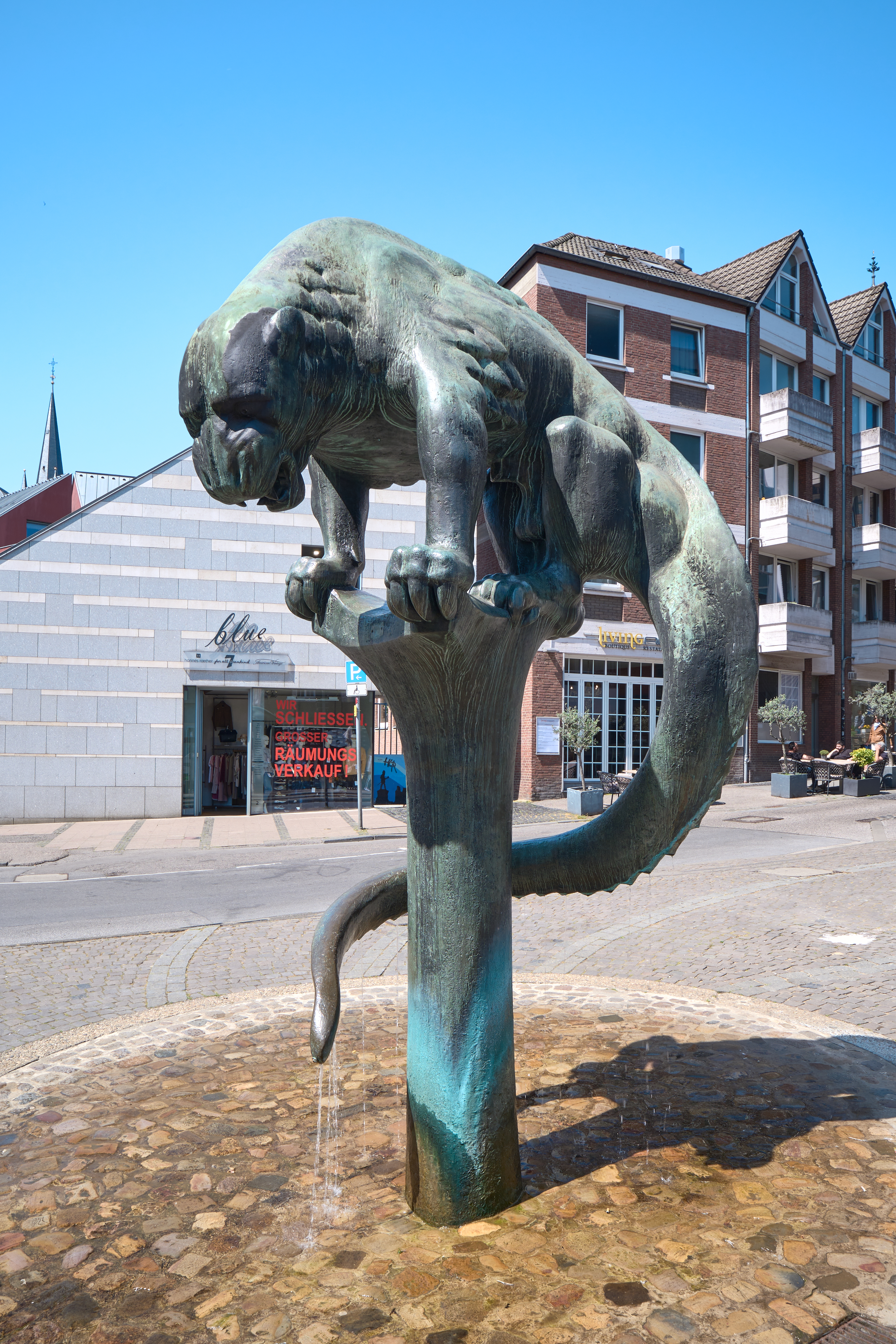
Bahkauvbrunnen von 1967

Der Bahkauvbrunnen ist ein Zierbrunnen in Aachen. Er stellt das Bahkauv dar, ein Fabelwesen aus den Aachener Sagen und Legenden.

## Lage
Der Brunnen steht in der Aachener Altstadt auf einem kleinen Platz zwischen den Straßen Büchel und Nikolausstraße.

## Alter Bahkauvbrunnen

Bahkauv-Brunnen von 1904

An der Stelle des Bahkauvbrunnens stand seit dem 17. Jahrhundert ein Büchelpiefe genannter Laufbrunnen. Am 18. April 1902 beschloss die Stadtverordnetenversammlung, anstelle dieses Brunnens ein Brunnendenkmal zu errichten. Die notwendigen finanziellen Mittel wurden aus Geldern der Blees-Stiftung bewilligt. Mit der Planung und der Ausführung wurde Karl Krauß beauftragt. Am 18. November 1904 wurde die Brunnenanlage feierlich eingeweiht.
Der Brunnen zeigte einen Jungen, der mit einer Kanne Wasser holte, das aus einem Loch in einem Felsen hervorquoll. Auf dem Felsen lauerte das Bahkauv, aus dessen Maul ebenfalls Wasser strömte. Mit erschrecktem Gesichtsausdruck streckte der Junge abwehrend seinen linken Arm aus und wandte sich zur Flucht. Ein halbrundes Brunnenbecken vor der Szene fing das Wasser auf. Es war von einem Geländer umgeben, das aus Steinpfosten und sie verbindenden Metallstäben gebildet war.
Während die Darstellung des Bahkauvs als zotteliges Kalb mit scharfen Zähnen und Bärentatzen der Beschreibung in der Sage entsprach, wich die dargestellte Szene von der Sage ab. So spielte die Szene mit dem Wasserholen anscheinend tagsüber, wenn das Bahkauv der Sage nach in der Tiefe des Kolberts (des Abwasserkanals der Bücheltherme) versteckt blieb. Zum anderen hatte das Bahkauv  der Sage nach nie Frauen und Kinder bedroht.
Die aus Metall bestehenden Figuren des Bahkauv-Brunnens (Junge, Kanne, Bahkauv) und das Geländer wurden 1942 während des Zweiten Weltkriegs im Rahmen der Metallspende eingeschmolzen, nur der Steinfelsen blieb an Ort und Stelle.

## Neuer Bahkauvbrunnen

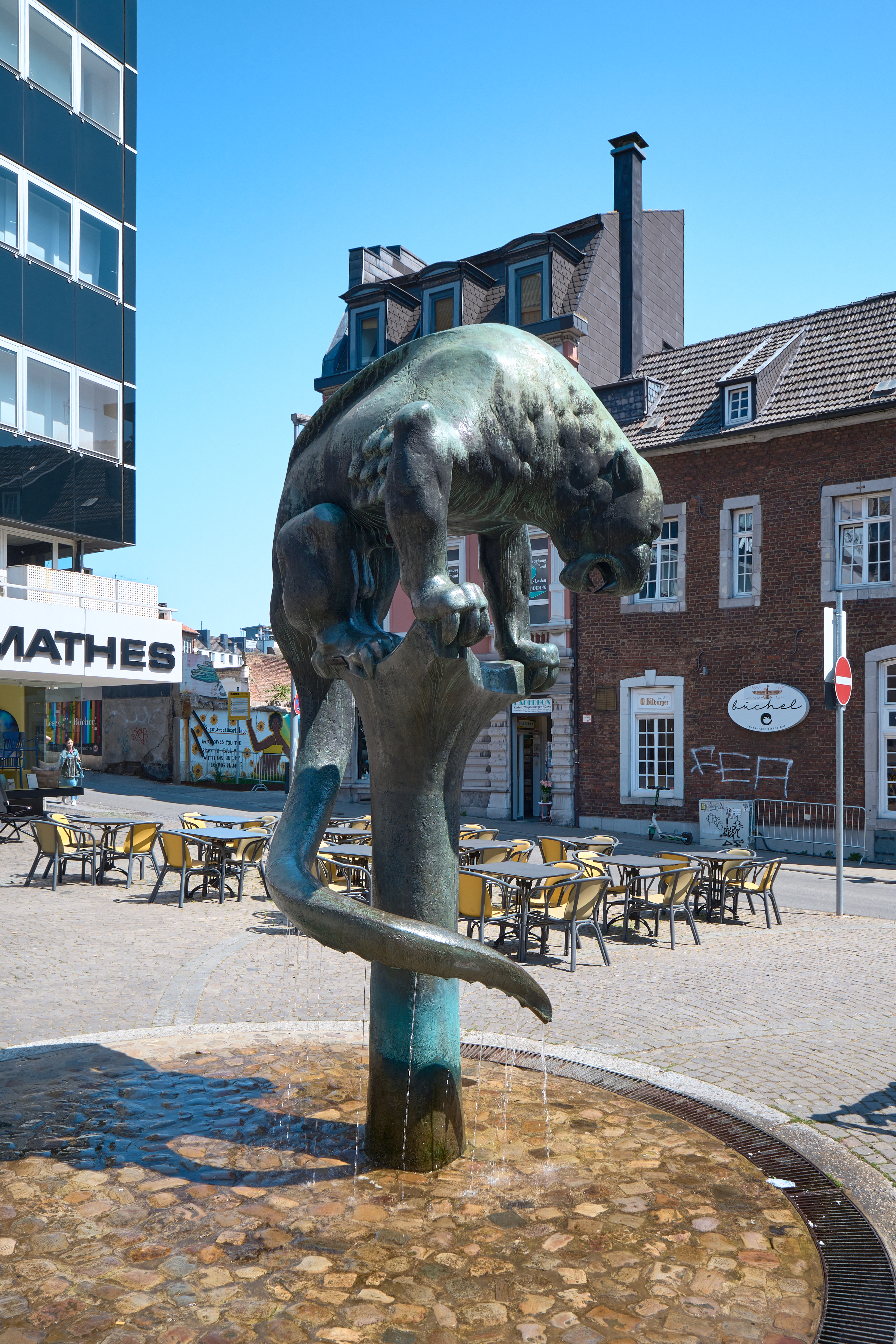
Neuer Bahkauvbrunnen, rechte Seitenansicht (rechts vom Objekt aus)
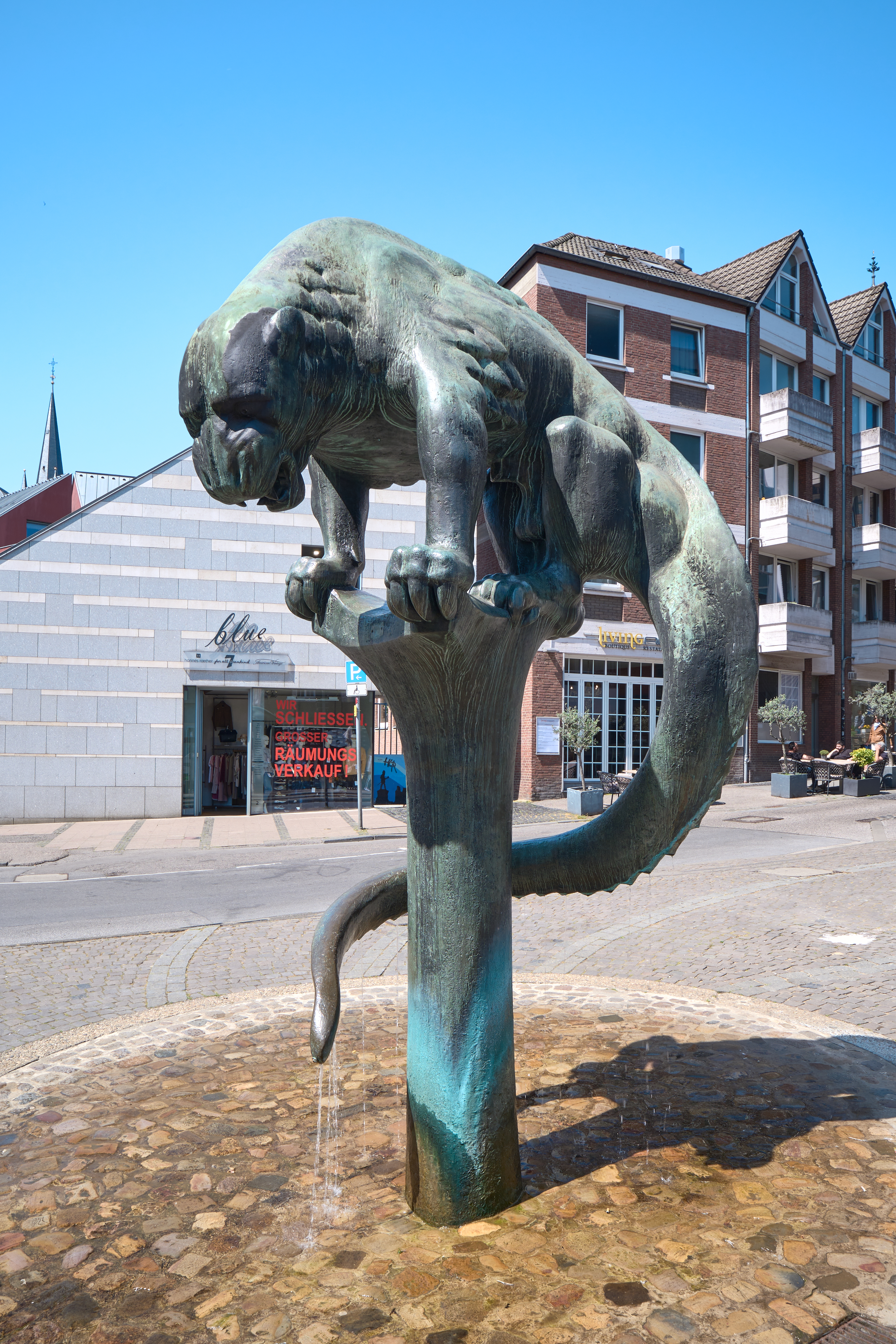
Neuer Bahkauvbrunnen, linke Seitenansicht (links vom Objekt aus)
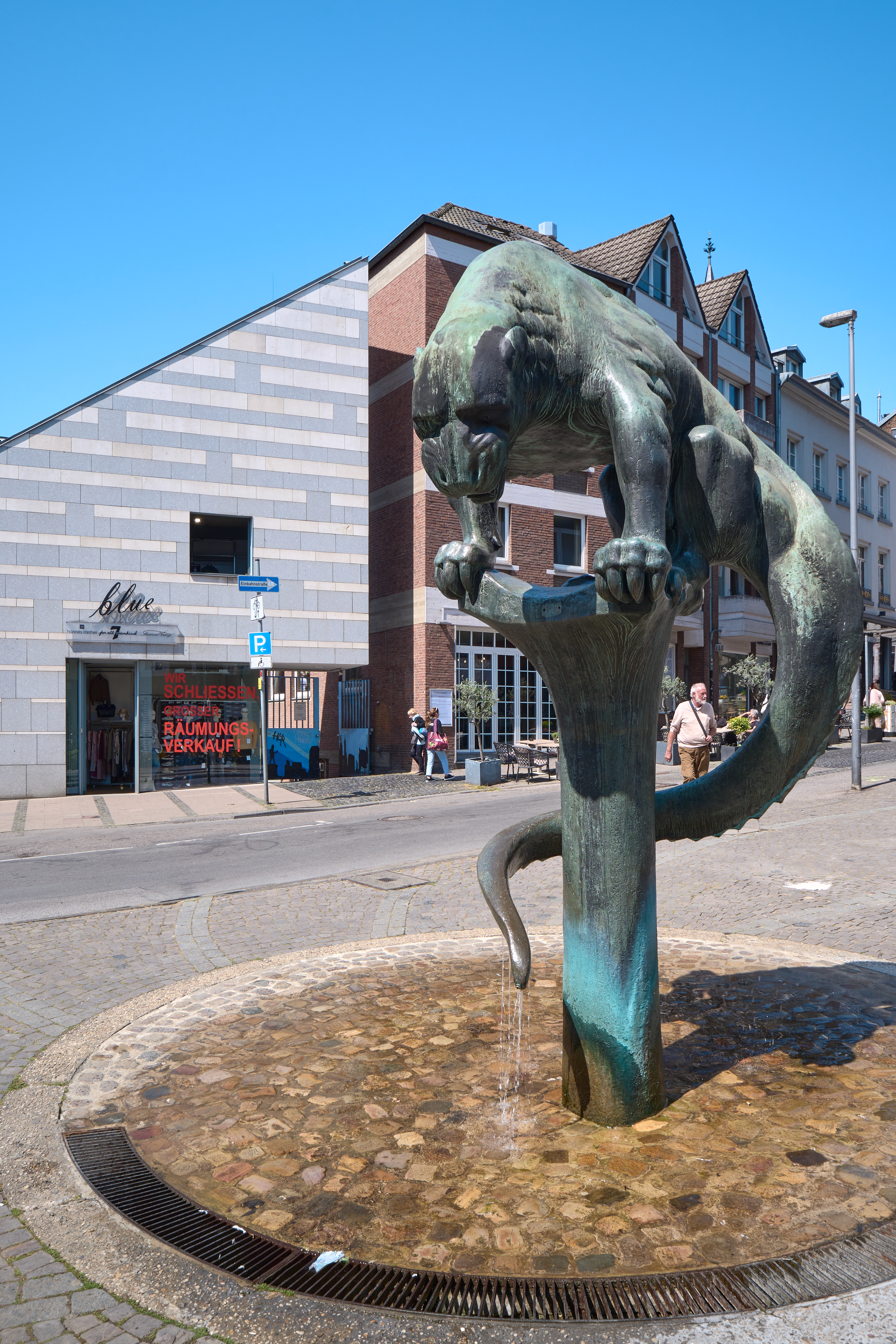
Neuer Bahkauvbrunnen, Schräg-Frontalansicht
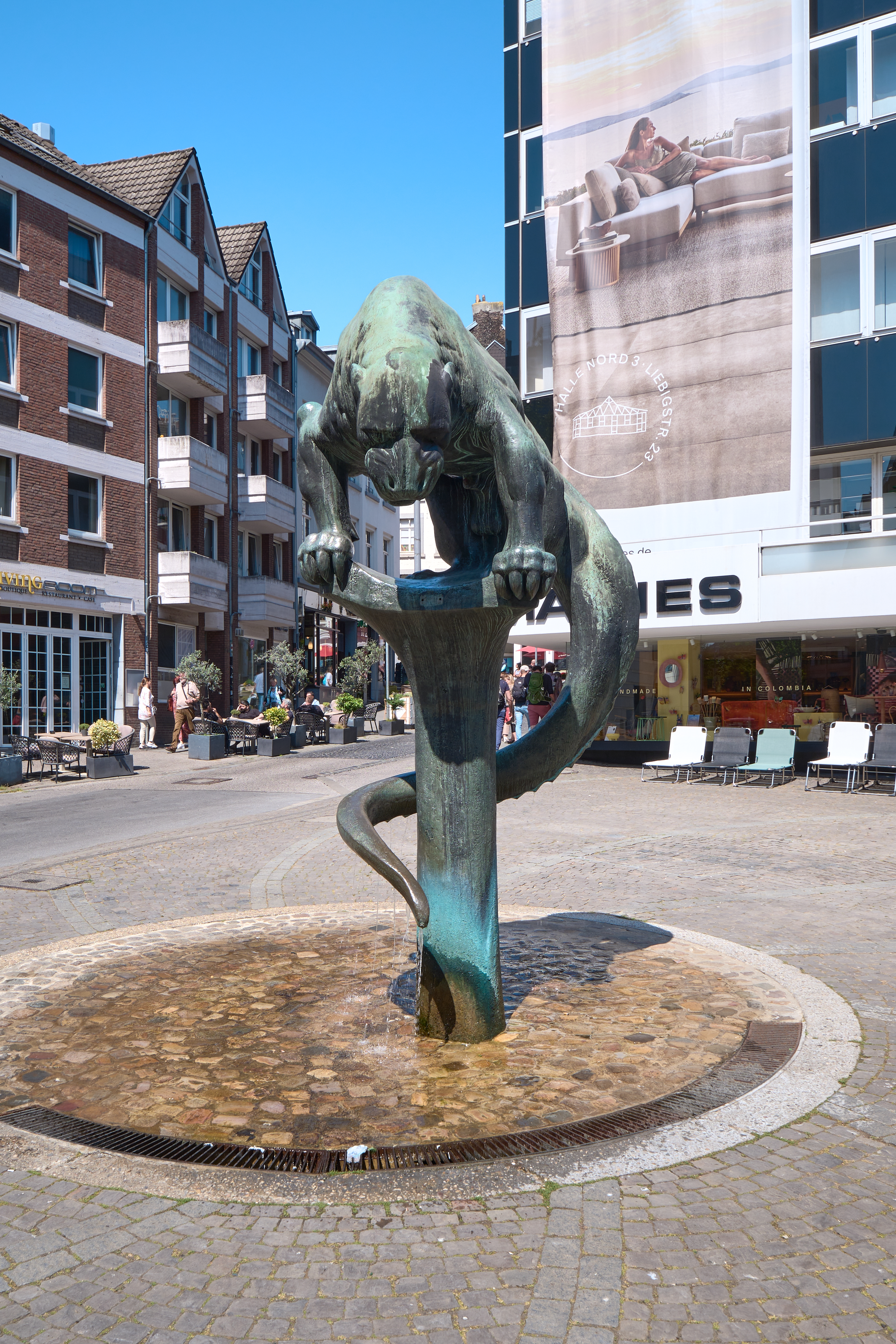
Neuer Bahkauvbrunnen, Frontalansicht

Nach einer kontrovers in der Aachener Bevölkerung geführten Diskussion wurde nicht der alte Brunnen wiederhergestellt, sondern eine moderne Brunnenanlage nach einem Entwurf von Kurt-Wolf von Borries errichtet, die am 27. September 1967 eingeweiht wurde.
Die Bronzefigur des Bahkauvs lauert mit geöffnetem Maul sprungbereit auf einer Bronzesäule. Die Brunnenfigur ähnelt jedoch eher einer Raubkatze als einem Kalb. Das Wasser des neuen Brunnens strömt nicht mehr aus dem Maul des Bahkauvs, sondern aus Düsen im Schwanz der Tierplastik, der um die Bronzesäule geschlungen ist. Es fällt auf eine ebenerdige gepflasterte Fläche, die von einem kreisförmigen, mit Gittern bedeckten Wasserablauf umgeben ist.